# Cauneille
Cauneille település Franciaországban, Landes megyében. Lakosainak száma 799 fő (2022. január 1.). Cauneille Cagnotte, Labatut, Oeyregave, Peyrehorade, Pouillon és Sorde-l’Abbaye községekkel határos.

## Népesség
A település népességének változása:
| Lakosok száma | 617  | 638  | 679  | 755  | 816  | 814  | 799  | 799  | 799  | 799  |
|               | 1968 | 1982 | 1990 | 2006 | 2013 | 2015 | 2017 | 2019 | 2020 | 2022 |